# Camacolaimus zostericola
Camacolaimus zostericola is een rondwormensoort uit de familie van de Camacolaimidae. De wetenschappelijke naam van de soort is voor het eerst geldig gepubliceerd in 1918 door Filipjev.